# Halloween Havoc 1997
Halloween Havoc 1997 fu un pay-per-view organizzato dalla federazione di wrestling World Championship Wrestling (WCW); si svolse il 26 ottobre 1997 presso la MGM Grand Garden Arena di Paradise, Nevada, Stati Uniti.

## Descrizione
Nel primo incontro Yūji Nagata sconfissee Último Dragón. Nagata costrinse l'avversario a cedere per dolore.
Nel secondo match Chris Jericho sconfisse Gedo costringendolo a cedere per dolore.
Nel terzo match Rey Misterio Jr. sconfisse Eddy Guerrero in un Mask versus Title match aggiudicandosi il titolo WCW Cruiserweight Championship
Il quarto incontro vide Alex Wright (con Debra) sconfiggere Steve McMichael. Wright schienò McMichael dopo che Goldberg aveva attaccato McMichael. Dopo il match, Goldberg assalì anche Wright. Originariamente l'incontro doveva essere un confronto tra McMichael e Jeff Jarrett. Tuttavia, Jarrett non rinnovò il contratto con la WCW e tornò nella World Wrestling Federation.
A sorpresa, Jacqueline schienò Disco Inferno con una culla rovesciata prendendolo alla sprovvista.
Curt Hennig sconfisse Ric Flair per squalifica mantenendo il titolo WCW United States Heavyweight Championship. Flair venne squalificato per aver colpito Hennig con la cintura di campione US.
Lex Luger sconfisse Scott Hall in un match con Larry Zbyszko come arbitro speciale). In un primo momento l'incontro terminò con la vittoria di Hall, ma successivamente Zbyszko chiese di vedere il replay della fine del match, e scoprendo l'interferenza nel match da parte di Syxx in favore di Hall, diede ordine di far ripartire l'incontro annullando lo schienamento di Luger. Hall protestò con Zbyszko per la decisione da lui presa, e questo diede tempo a Luger di imprigionarlo nella "Torture Rack" facendolo cedere per dolore. Alla fine del match, Eric Bischoff e Hall attaccarono Zbyszko.
Nel penultimo incontro Randy Savage sconfisse Diamond Dallas Page in un Last Man Standing Match. Page venne contato fuori dal ring a causa di un assalto da parte di un "falso" Sting (rivelatosi poi essere Hollywood Hogan) che lo colpì con una mazza da baseball.
Nel main event della serata, Roddy Piper sconfisse Hollywood Hogan in uno Steel Cage Match. Piper vinse imprigionando Hogan nella sua Sleeper hold. Dopo la fine dell'incontro, Randy Savage interferì nel match scalando la gabbia ed attaccando Piper insieme a Hogan. Piper venne ammanettato alla gabbia. Un fan esagitato con sul viso una maschera da Sting, entrò nella gabbia nelle fasi post-match e venne malmenato da Hogan e Savage prima che lo show venisse bruscamente interrotto.

## Risultati
| N. | Risultati                                                       | Stipulazione                                                         | Durata |
| -- | --------------------------------------------------------------- | -------------------------------------------------------------------- | ------ |
| 1  | Yūji Nagata (con Sonny Onoo) sconfigge Último Dragón            | Single match                                                         | 09:42  |
| 2  | Chris Jericho sconfigge Gedo per sottomissione                  | Single match                                                         | 07:18  |
| 3  | Rey Misterio Jr. sconfigge Eddy Guerrero (c)                    | Mask versus Title match per il titolo WCW Cruiserweight Championship | 13:51  |
| 4  | Alex Wright (con Debra) sconfigge Steve McMichael               | Single match                                                         | 06:31  |
| 5  | Jacqueline sconfigge Disco Inferno                              | Single match                                                         | 09:39  |
| 6  | Curt Hennig (c) sconfigge Ric Flair per squalifica              | Single match per il WCW United States Heavyweight Championship       | 13:57  |
| 7  | Lex Luger sconfigge Scott Hall (con Syxx) per sottomissione     | Single match con Larry Zbyszko come arbitro speciale                 | 13:02  |
| 8  | Randy Savage (con Miss Elizabeth) sconfigge Diamond Dallas Page | Las Vegas Sudden Death Match                                         | 18:07  |
| 9  | Roddy Piper sconfigge Hollywood Hogan per sottomissione         | Steel Cage Match                                                     | 13:37  |

Altre personalità presenti
| Ruolo          | Nome:                |
| -------------- | -------------------- |
| Commentatori   | Bobby Heenan         |
| Commentatori   | Tony Schiavone       |
| Commentatori   | Dusty Rhodes         |
| Arbitro        | Nick Patrick         |
| Intervistatore | "Mean" Gene Okerlund |
| Annunciatore   | David Penzer         |